# نوکسل (مین)
نوکسل(به انگلیسی: Newcastle) شهری در ایالت مین کشور ایالات متحده آمریکا است که جمعیت آن در سرشماری سال ۲۰۱۰ میلادی، ۶۶۷ نفر بوده‌است.